# Madoz (Navarra)
Madoz (Madotz en euskera y de forma oficial) es una localidad española y un concejo de la Comunidad Foral de Navarra perteneciente al municipio de Larráun. 
Está situado en la Merindad de Pamplona, en la comarca de Norte de Aralar, en el valle de Larráun y a 27 km de la capital de la comunidad, Pamplona. Su población en 2014 fue de 17 habitantes (INE), su superficie es de 4,87 km² y su densidad de población de 3,49 hab/km².

## Geografía física

### Situación
La localidad de Madoz está situada en la parte Sudeste del municipio de Larráun. Su término concejil tiene una superficie de 4,87 km² y limita al norte con el concejo de Odériz, al este con el concejo de Goldáraz en el municipio de Imoz, al sur con los concejos de Eguiarreta y Villanueva de Araquil en el municipio de Araquil y al oeste con el municipio de Huarte-Araquil.
|                       | Norte: Odériz                                     |                       |
| Oeste: Huarte-Araquil |                                                   | Este: Goldáraz (Imoz) |
|                       | Sur: Eguiarreta y Villanueva de Araquil (Araquil) |                       |

## Demografía

### Evolución de la población
| Gráfica de evolución demográfica de Madoz entre 2000 y 2010 |
|                                                             |
| Datos según el nomenclátor publicados por el INE.           |

## Historia
En 1848 la localidad fue descrita como sigue:

Madoz: l. del ayunt. y valle de Larraun, prov. y c. g. de Navarra, part. jud., aud. terr. y dióc. de Pamplona (4 1/2 leg.) sit. en llano á la der. de un arroyo, con clima húmedo y frío, pero sano: tiene 44 casas, de buena construcción y mucho buque, con corrales para ganado; escuela con Astiz y Oderiz, dotada con 60 robos de trigo; igl. parr. provisión de los vec. El térm. confina N. Oderiz; E. Goldaraz; S. Eguiarte, y O. Huarte y el  monte de San Miguel de Scelsis. El terreno es algo montuoso y poco fértil; le atraviesa el espresado arroyo, formado de las fuentes del térm.; hay una cantera de piedra, arbolado de robles y buenos pastos. Caminos: locales. El correo se recibe de Lecumberri. prod.: trigo, maiz, habas, aluvias y lino; cria ganado vacuno, lanar, caballar, cabrio y de cerca; caza de liebres, ardillas, lobos, jabalíes y raposos, Pobl.: 44 vec., 74 almas. Riqueza: con el Valle.(V.)
Madoz, 1848, p. 519